# Pero Budmani
Pero Budmani (Dubrovnik, 27. listopada 1835. – Castel Ferretti pokraj Ancone, 27. prosinca 1914.), hrvatski jezikoslovac i leksikograf. 
Bio je gimnazijski profesor, urednik Akademijina "Rječnika" i jedan od naših najvećih poliglota. Važan je njegov rad o dubrovačkom dijalektu, u kojem se prvi put cjelovitije opisuje jedan štokavski govor. Posebno valja istaći njegov opsežan i objektivan "Pogled na istoriju naše gramatike i leksikografije od 1835.", u kojem s priznanjem govori i o radu Bogoslava Šuleka. U mladim danima i u mirovini bavio se matematičkim pitanjima.

## Životopis
Pero je Budmani jedan od najznačajnijih hrvatskih filologa zadnje trećine 19. stoljeća.  Pod snažnim utjecajem publikacija i fizionomije jezika Vuka Karadžića, neko se vrijeme i izjašnjavao Srbinom-katolikom, dok nije prešao u jugoslavensko unitaristički tabor. Nakon školovanja Budmani položi ispit za "gimnazijskoga kandidata", te je u tom svojstvu stupio u službu u dubrovačkoj gimnaziji. Odmalena je pokazivao talent za jezike i matematiku, pa je zarana naučio i talijanski, njemački, francuski, engleski, latinski, grčki,...što je tijekom života dopunio ovladavanjem ruskoga, poljskoga, sanskrta, perzijskoga, arapskoga, a slabije turskog, kineskoga, finskoga, norveškoga, mađarskog i svahilija.
Kao plod nastave na Dubrovačkoj gimnaziji nastala je njegova poznata "Grammatica della lingua serbo-croata (illirica)", u Beču 1867. Ta se gramatika spominje kao prvo djelo u naslovu kojeg se pojavljuje pojam "srpsko-hrvatski", a moderna ju leksikografija svrstava među slovnice na razmeđu gramatičkih djela Zagrebačke škole i hrvatskih vukovaca (mladogramatičara). Iako je Budmani bio vukovac, njegova je talijanski pisana gramatika delikatno unijela oblike u porabi u obje jezikoslovne škole (npr. "fonetski" i "etimološki" pravopis; stariji i noviji štokavski oblici u sklonidbi). Budmanijeva je gramatika bila namijenjena poglavito učenicima dalmatinskih škola u kojima je nastavni jezik bio još talijanski; jer je u njoj izložen cjelovit materijal, od fonetike do sintakse, mnogi ju drže našom prvom kompletnom gramatikom na talijanskom. U stručnoj je javnosti pobrala uglavnom pohvale.
Autor je neko vrijeme bio i poslanikom u Dalmatinskome saboru, no zbog stanovitih nesuglasica odrekao se 1873. bečkoga političkog mandata, a tri godine kasnije i članstva u Dalmatinskom saboru. No, njegovi su jezikoslovni radovi koje je objavljivao u Dubrovniku (Nešto o postanju slova z u slavljanskijeh jezika, 1873./1874.), a poglavito dubrovački dijalekt, "kako se sada govori" (Rad JAZU, knj. 65., Zagreb 1883.) privukli pozornost Akademije i hrvatskih filologa, te se nakon Daničićeve smrti i kratkotrajnoga djelovanja Matije Valjavca, Budmani u proljeće 1883. preselio u Zagreb i preuzeo redakciju Akademijina Rječnika.
Iako se u glavnim crtama (izgovorni pravopis, koji je u to vrijeme počeo odnositi pobjedu u Hrvatskoj) Budmani držao Daničićevih smjernica, u nekim je postupcima došlo do većih promjena, napose u modernizaciji i povijesnoj kroatizaciji rječnika: Budmani je u korpus za obradbu uveo i Šulekove rječnike o kojima je imao najbolje mišljenje, i time probio okvire zamišljenoga pučkoga jezika; dao je ispisati i veći broj djela starije hrvatske književnosti na čakavskome narječju; također, uveo je fonem /dz/ koji je u to doba još postojao u njegovu rodnom kraju, a i u nekim situacijama i dubrovačko naglašavanje. Niz je pohvalnih svjedočanstava o Budmanijevoj radišnosti, no našlo se i prigovora-napose Maretićevih- njegovoj opširnosti u kojoj je nadmašio i Daničića (Daničić je imao do 100 primjera za riječi, dok Budmani za /hud/ ima 122, za /jezik/ 120 itd.).
Od 1884. pa sve do 1907. radio je kao profesor u Klasičnoj gimnaziji u Zagrebu.
Kad je 25. srpnja 1907. nakon dvadeset i četiri godine neprekidnog rada prestao obrađivati rječnik, imao je iza sebe prevaljeno vrijeme od 72 godine i više od četiri debele knjige rječničke obradbe s 4176 stranica. Osim leksikografskim radom, Budmani je i prevodio stranu književnost, priredio za tisak djela Gleđevićeva, Sasinova, Zoranićeva, Zlatarićeva, Barakovićeva,..pisao o književnom djelu Držićevu ("Pjerin Marina Držića", Rad JAZU, knj. 148, Zagreb 1902.), dao pregled hrvatske gramatike i leksikografije o obljetnici Hrvatskoga narodnoga preporoda (50-godišnjica "prieporoda hrvatske knjige") u studiji "Pogled na istoriju naše gramatike i leksikografije od 1835. godine (Rad JAZU, knj. 80, Zagreb 1885.), napisao "Praktičnu gramatiku ruskoga jezika (za samouke)", 1888., koja je doživjela laskave ocjene i ubrzo drugo izdanje.
Posljednje je godine života Budmani posvetio matematici. U Akademiji je 5. srpnja 1906. čitao prvi dio svoje rasprave o Bernoullijevim brojevima. Bijaše to početak velikoga rada o diferencijalnom računu što ga je u Zagrebu počeo pisati na talijanskom jeziku. Rad je nastavio i nakon odlaska iz Zagreba na obiteljsko imanje Castel Ferretti blizu Ancone, no nije ga dovršio. Tuga za izgubljenom suprugom (umrla je 1908.), zdravstvene teškoće i opća malaksalost ponukali su Budmanijevu djecu – imao ih je jedanaestero – da ga vrate u Dubrovnik da operira oko. Pola godine nakon toga došlo je do nereda koji su doveli do 1. svjetskog rata, pa Budmanija odvedoše opet na imanje u Castel Ferretti, gdje je i preminuo 27. prosinca 1914.